# Juan Carlos Chávez
Juan Carlos Chávez (18 de gener de 1967) és un exfutbolista mexicà.

## Selecció de Mèxic
Va formar part de l'equip mexicà a la Copa del Món de 1994.